# 장군 (1998년 영화)
《장군》(영어: The General)은 영국과 아일랜드에서 제작된 1998년 범죄 드라마 영화이다. 존 부어먼이 각본, 연출, 제작을 맡았으며, 브렌던 글리슨 등이 출연하였다.

## 출연진
- 브렌던 글리슨
- 에이드리언 던바
- 숀 맥긴리
- 마리아 도일 케네디
- 앤절린 볼
- 존 보이트
- 팻 래펀
- 톰 머피
- 폴 히키
- 토미 오닐
- 존 오툴
- 키어런 피츠제럴드
- 네드 데너히
- 브렌던 코일
- 짐 셰리든
- 돈 위철리

## 기타 제작진
- 배역: 지나 제이
- 미술: 데릭 월리스